# Comuna Verbske, Iuriivka
Verbske (în ucraineană Вербське) este o comună în raionul Iuriivka, regiunea Dnipropetrovsk, Ucraina, formată din satele Iuriivske, Prîzove, Șîroka Balka, Veazivske-Vodeane, Verbske (reședința) și Vesela Hirka.

## Demografie
Componența lingvistică a satului Verbske
     Ucraineană (92,35%)
     Rusă (5,27%)
     Romani (1,62%)
     Alte limbi (0,2%)
Conform recensământului din 2001, majoritatea populației satului Verbske era vorbitoare de ucraineană (92,35%), existând în minoritate și vorbitori de rusă (5,27%) și romani (1,62%).